# Justizvollzugsanstalt Remscheid
Die Justizvollzugsanstalt Remscheid, ist eine Justizvollzugsanstalt (JVA) in der kreisfreien bergischen Großstadt Remscheid in Nordrhein-Westfalen (NRW). Sie ist dem Gerichtsbezirk des Landgerichts Wuppertal zugeordnet. Teile der JVA wie das historische Haftgebäude mit dem Kirchturm stehen heute unter Denkmalschutz. Die JVA befindet sich im Nordosten der Stadt im Stadtteil und Stadtbezirk Lüttringhausen, einer bis zur Eingemeindung im Jahre 1929 selbstständigen Stadtgemeinde im ehemaligen Kreis Lennep. Durch ihre exponierte Lage auf einer der höchsten Stellen im Ortskern ist die Justizvollzugsanstalt sowohl am Tage als auch durch ihre Beleuchtung bei Nacht ein die Silhouette prägendes Gebäude. Die Zweiganstalt in Remscheid bietet 271 Haftplätze im offenen Vollzug.

## Geschichte
Die Strafanstalt Lüttringhausen wurde von 1902 bis 1906 auf einem 115.000 Quadratmeter großen Grundstück am damaligen Eingang zur Stadt nahe dem Bahnhof Lüttringhausen errichtet. Idee und Pläne der Anlage beruhten auf den Ausarbeitungen des damaligen Dezernenten für das Gefängniswesen und Vortragendem Rat im Ministerium des Innern in Berlin, dem Geheimen Oberregierungsrat Karl Krohne (1836–1913). Die Gesamtkosten beliefen sich auf 1.305.000 Mark, entsprechend 2.177 Mark für jeden eingerichteten Gefangenenplatz. Die Bauausführung erfolgte durch Gefangene. Im Jahr 1906 wurde das Königliche Gefängnis (zu) Lüttringhausen seiner Bestimmung übergeben. Später wurde es als Zuchthaus genutzt. Zunächst hatte es die Bezeichnung Zuchthaus Lüttringhausen und nach der 1929 erfolgten Eingemeindung Lüttringhausens bis zur Abschaffung der Zuchthausstrafe im Zuge der Großen Strafrechtsreform in der Bundesrepublik Deutschland durch das 1. Strafrechtsreformgesetz von 1969 die Bezeichnung Zuchthaus Remscheid bzw. Zuchthaus Remscheid-Lüttringhausen.
Der historische Zellentrakt hinter der Eingangspforte neueren Datums besteht aus einem viergeschossigen und vierflügeligen Gebäude aus überwiegend verputzten Backsteinen. An dessen Stirnseite im Eingangsbereich befindet sich ein viereckiger, ebenfalls in Backsteinweise errichteter Kirchturm, der den Gefängniskomplex deutlich überragt. Zur ursprünglichen Ausstattung gehörten unter anderem eine Kirche, ein Badebereich mit zehn Duschen und fünf Wannen, eine Krankenstation, eine Weichzelle und eine Leichenkammer. 1962 wurde die damals noch Zuchthaus genannte JVA um ein Werkstattgebäude erweitert. Zu den weiteren in späteren Jahren errichteten Bauabschnitten zählt die Wäscherei von 1980 sowie die heutige Außenpforte mit Verwaltungsgebäude von 1994.
Die einzige Justizvollzugsschule in Nordrhein-Westfalen war nach ihrer Gründung in der ersten Hälfte der 1950er-Jahre (1952?) bis zu ihrem Umzug nach Wuppertal im Jahre 1977 zuerst an die JVA angegliedert und in angrenzenden Gebäuden untergebracht. Nach Um- und Neubau 1978/79 befindet sich heute die „Zweiganstalt“ Masurenstraße 27 mit zunächst etwa 200 und nach der Erweiterung insgesamt 275 Plätzen für Häftlinge im offenen Vollzug in den außerhalb der Gefängnismauern gelegenen Gebäuden.
Im Jahre 2006 wurde innerhalb einer neu aufgeführten 600 Meter langen Gefängnismauer der Neubau der Jugendarrestanstalt mit ca. 70 Plätzen eröffnet, der zwei veraltete Einrichtungen in Remscheid und Solingen ersetzt.

## Zuständigkeit
Die JVA Remscheid ist zuständig für die Vollstreckung von:
- Freiheitsstrafe (Erstvollzug) von drei Monaten bis zwei Jahre
- Freiheitsstrafe von mehr als zwei Jahren entsprechend dem Ergebnis des Einweisungsverfahrens
- Freiheitsstrafe von mehr als 48 Monaten an Ausländern[11]

Die Zuständigkeiten der Justizvollzugsanstalten in Nordrhein-Westfalen sind im Vollstreckungsplan des Landes NRW geregelt (AV d. JM v. 16. September 2003 – 4431 – IV B. 28 -).

## Politische Gefangene
Zu fast allen Zeiten, insbesondere aber während der Herrschaft der Nationalsozialisten, wurden in dem damaligen Zuchthaus neben Straftätern auch politische Gefangene inhaftiert. Die folgende, alphabetische Liste ist unvollständig. Nach den Namen ist (sofern bekannt) die Zeit der Inhaftierung in diesem Zuchthaus genannt und gegebenenfalls das weitere Schicksal.
- Josef Angenfort (1953–1957)
- Ernst Bertram (1933), 1938 verstorben im Zuchthaus Brandenburg
- Rudi Goguel (1934–), in weiteren Zuchthäusern und Konzentrationslagern (KZ) bis zur Befreiung 1945 durchgängig inhaftiert
- Lambert Horn (1934–1936), danach inhaftiert im KZ Sachsenhausen, wo er wahrscheinlich 1939 verstarb
- Heinrich Imig (KPD), nach Strafverbüßung 1939 in „Schutzhaft“ genommen und 1943 im KZ Dachau verstorben[13]
- Josef Linden (–1942) danach in „Schutzhaft“ in den Konzentrationslagern Sachsenhausen und Ravensbrück inhaftiert, im November 1944 zum Strafbataillon SS-Sonderregiment Dirlewanger eingezogen und offenbar im Dezember 1944 in der Slowakei verstorben[14]
- Dagobert Lubinski (1938–), verstorben im KZ Auschwitz[15]
- Joseph Cornelius Rossaint (1937–1945)
- Hermann Runge (1936–1944), danach in Freiheit entlassen
- Hugo Paul (–1939), danach inhaftiert im KZ Sachsenhausen
- Wilhelm Sandhövel, am 11. Oktober 1944 im KZ Sachsenhausen ermordet[16]
- Josef Schappe (1935–1938), danach inhaftiert im KZ Buchenwald bis 1945
- Jack Schiefer (1936–1938), auf Bewährung entlassen
- Wilhelm Spicher[17]
- Franz Stappers (1942–1945), im Zuchthaus Lüttringhausen verstorben
- Johann Baptist Steinacker, genannt Hermann Steinacker, nach Deportation am 14. April 1944 verstorben im KZ Mauthausen[18]
- Karl Tuttas (1936–), nach Inhaftierung in mehreren Zuchthäusern 1945 befreit
- Johann Vier (1934–1939), nach seiner vorübergehenden Entlassung im September 1944 erneut inhaftiert und ins KZ Flossenbürg überstellt, offenbar verstorben im Oktober 1944 in der Außenstelle Lengenfeld[19]

Etliche Gefangene wurden gegen Ende des Krieges zu Bombenentschärfungen herangezogen und dabei oftmals verletzt oder getötet. Am 13. April 1945 wurden bei dem Endphaseverbrechen in der Wenzelnbergschlucht 71 Häftlinge  ermordet, von denen 60 aus diesem Zuchthaus stammten.

## Sonstiges
Das Zuchthaus Remscheid wurde durch Beschluss vom 20. Juni 2003 in das Haftstättenverzeichnis der Stiftung „Erinnerung, Verantwortung und Zukunft“ aufgenommen.
Es ist darüber hinaus im Inventar der „Euthanasieverbrechen“ des Bundesarchivs unter „Zuchthäuser Lüttringhausen“ (die Verwendung des Plurals könnte darauf hinweisen, dass auch die psychiatrische Klinik Tannenhof gemeint war) aufgeführt.
In der JVA erschien die von Inhaftierten erstellte Gefangenenzeitung Kassiber.
Während der Vorweihnachtszeit findet ein Adventsbasar mit Verkauf von in den Werkstätten erstellten Objekten statt.